# Некэкит
Некэ́кит (также Некекит) — река в Якутии, левый приток реки Оленёк. Длина реки — 166 км (от истока Томтордоха — 185 км), площадь водосборного бассейна — 3670 км².
Исток реки находится на северо-восточной окраине Среднеcибирского плоскогорья, к северу от истоков реки Биректе, на высоте более 141 м над уровнем моря. Течёт преимущественно в восточном направлении. Река умеренно меандрирует, на берегах — холмистая тайга, где преобладает лиственница. Присутствует термокарст. Протекает по незаселённой местности. В нижнем течении берега обрывистые. Впадает в Оленёк слева в 564 км от его устья, выше впадения Мерчимдена, на высоте 31 м над уровнем моря. В нижнем течении ширина русла составляет 85 м при глубине 0,7 м, скорость течения в низовьях — 0,6 м/с.

## Основные притоки
Указаны поименованные притоки длиной 30 км и более.
| Название        | Расстояние от устья | Длина | Положение |
| --------------- | ------------------- | ----- | --------- |
| Мельдегер       | 15                  | 36    | правый    |
| Тулукту         | 39                  | 57    | правый    |
| Малгы-Хасастага | 48                  | 56    | правый    |
| Бордулах        | 82                  | 47    | правый    |
| Малга-Некюлях   | 112                 | 38    | правый    |
| Томтордох       | 118                 | 67    | левый     |

## Данные водного реестра
По данным государственного водного реестра России и геоинформационной системы водохозяйственного районирования территории РФ, подготовленной Федеральным агентством водных ресурсов:
- Бассейновый округ — Ленский
- Речной бассейн — Оленёк
- Речной подбассейн — нет
- Водохозяйственный участок — Оленёк от водомерного поста гидрометеорологической станции Сухана до устья
- Код объекта в государственном водном реестре — 18020000212117600058071[4].